# Paramimistena tricolor
Paramimistena tricolor là một loài bọ cánh cứng trong họ Cerambycidae.